# История Кыргызстана
История Кыргызстана — события на территории современного Кыргызстана с древнейших времён и до наших дней.
Территория современного Кыргызстана играла важную роль на Великом шёлковом пути — регион занимал стратегическое положение между древними оседло-земледельческими районами Ферганской долины и Таримского бассейна, куда на протяжении всей древней и средневековой истории стремились воинственные кочевые народы ирано-, тюрко- и монголоязычного происхождения.
В XIV веке киргизы проживали в северо-восточных пределах Моголистана. В XV—XVI веках укрепившись на Тянь-Шане и Памиро-Алае, киргизские племена совместно с могольскими племенами образовали единый кыргызский этнос. В XVI—XVII веках киргизы в союзе с казахами выступали против Яркендского ханства, Бухарского ханства и Ойратского ханства.
В XVIII веке временно оттеснённые джунгарами со своих северных территорий, киргизы не прекратили борьбу и совместно с Кокандским ханством сумели организовать отпор дальнейшей экспансии Джунгарского ханства и империи Цин. В начале XIX века вся территория современного Кыргызстана вошла в состав Кокандского ханства. Киргизы стали военным ядром кокандской армии, а также успешно боролись за политическое господство в ханстве.
В результате русско-кокандской войны, приведшей к ликвидации Кокандского ханства в 1876 году, завершилось присоединение территории современного Кыргызстана к Российской империи. В 1898 году киргизы участвовали в Андижанском восстании. В 1916 году киргизы участвовали в Среднеазиатском восстании.
После установления советской власти в Туркестане было проведено национально-территориальное размежевание. В 1924 году была образована Кара-Киргизская АО, в последующем преобразованная в Киргизскую АССР. В составе СССР с 1936 по 1991 годы в качестве Киргизской ССР.
Эпоха социализма преобразила Киргизскую ССР — республика получила развитие своей экономики, культуры, образования и науки, а также обеспечила повышение благосостояния народа. Вместе с несомненными положительными моментами модернизации советский период отмечен негативными проявлениями тоталитарного режима, приведшего к трагедии многих человеческих судеб. 31 августа 1991 года Киргизская ССР провозгласила независимость от СССР.
После обретения независимости Кыргызстан проходит сложный переходный путь по демократизации общества, укреплению государственности и улучшению социально-экономического положения. Недовольство населения нарастанием авторитаризма, преобладанием коррупции и непотизма приводили к массовым протестам и отстранению президентов в 2005, 2010 и 2020 годах.

## Доисторический период
Следы деятельности первобытного человека на территории современного Кыргызстана уходят в эпоху раннего или нижнего палеолита.
В 1953 году в Центральном Тянь-Шане, на левом берегу реки Он-Арча было найдено каменное орудие. Техника обработки орудия позволяет датировать время его изготовления как 300 тыс. лет тому назад.
В южной части Кыргызстана было обнаружено около двух десятков местонахождений раннего и среднего палеолита (Ходжа-Бакырган-Сай, Пальман, Уч-Курган, Кожо-Кайыр и другие).
Другой археологической находкой раннего палеолита Тянь-Шаня является комплекс Саламат-Булак из трёх памятников — Боз-Бармак, Ак-Олен и Саламат-Булак на западной оконечности озера Иссык-Куль, где обнаружено около тысячи древних орудий.
Найденные советскими археологами в 1980 годах в пещере Сель-Ункур (Ферганская долина, недалеко от Хайдаркана) костные остатки (череп, зубы и плечевая кость человека) были предположительно интерпретированы, как принадлежащие биологическому виду одной из архаичных форм Homo erectus. Зубы и плечевая кость датируются возрастом 126 тыс. лет назад. Орудия из пещеры Сель-Ункур, английского клектона, раннеашельской пещерной стоянки Кударо 1 на Кавказе, стоянок в Сибири (Карама) и на Тамани аналогичны клювовидным ножам группы С возрастом 1,1—0,9 млн л. н. со стоянки Байраки (Молдова) и орудиям из Франции (верхнепалеолитическая стоянка Корбияк).
Петроглифы, изображающие горного козла, обнаруженные на территории кампуса Университета в Центральной Азии в Нарыне, датируются поздним палеолитом.
Самый древний мезолитический слой на археологическом памятнике Обишир-5 (Алайский хребет) датируется возрастом около 20 тыс. лет назад. Мезолитический слой стоянки Айгыржал-2 датируется возрастом около 13 000 лет назад.
Исследование ДНК образцов Ovis aries из пещеры Обишир-5 показало, что в шестом тысячелетии до н. э. эти экземпляры были домашними — их генетические линии находятся в пределах генетического разнообразия линий одомашненных овец. Анализ цемента неповреждённых зубов предполагает возможный пастбищный убой в осенний сезон. Люди, жившие в Обишире, начали выпасать овец, коз и крупный рогатый скот по крайней мере 4300 лет назад.
Эпоха энеолита (медный век) представлена рисунками, выбитыми на камнях урочища Саймалы-Таш, который является грандиозным культовым центром эпохи энеолита и бронзы до средневековья.
Для скотоводов бронзового века было свойственно многоукладное хозяйство, основанное на широком использовании пастбищ.
Андроновцы пришли на территорию Тянь-Шаня в начале поздней бронзы. К 1800—1500 годам до н. э. их стоянки уже были найдены в Синьцзяне, на Тянь-Шане и Памире. Андроновские стоянки бронзового века в Айгыржале-2 датируются 1881—1426 гг. до н. э., курганы Айгыржал-3 датируются периодом между 1745 и 1565 годами до н. э. Жившие в Нарыне в 2200—1900 гг. до н. э. люди были астенически сложенными смуглыми брюнетами с длинными головами, узкими лицами и более резким контуром профиля. Они выглядели как современное население Средиземноморья. ДНК двух захороненных людей из курганов № 67 и № 67а могильника Айгыржал-2 свидетельствует о том, что эти люди были генетически связаны с представителями ботайской культуры энеолита Казахстана. При этом физический тип погребённых людей с Айгыржала-2 не был похож на тип представителей ботайской культуры. В конце III — начале II тыс. до н. э., судя по археоботаническому исследованию стоянки Айгыржал-2, люди практиковали своего рода смешанное агротехническое животноводство, о чём свидетельствуют зерна пшеницы и ячменя, а также кости домашней лошади и овцы/козы, захороненные ок. 1600 лет до н. э. в ритуальной яме.
Наряду с пастушеско-земледельческими племенами на рубеже 2-го—1-го тысячелетий до н. э. в ряде равнинных и предгорных районов появились общины первых земледельцев чустской культуры.

## Древний период и раннее Средневековье
Скотоводческие народы Центральной Азии середины I тысячелетия до н. э. в источниках именовались — саками. Саки кочевали на огромной территории от монгольских гор до Днепра и Дуная, древние греки называли их скифами. Письменные свидетельства о скифах появились в сер. 1-го тыс. до н. э. Геродот в своей «Истории» описывает саков (VII—III вв. до н. э.) и упоминает об их соседстве с Империей Ахеменидов, а также об их борьбе с древнеперсидскими завоевателями, царями Киром II и Дарием I.
Преемниками саков на территории современного Кыргызстана стали усуни. Заняв Семиречье и Центральный Тянь-Шань, они создали здесь одно из древнейших государств. Усуньский правитель в 71 году до н. э., в союзе с Империей Хань, нанёс хунну сокрушительное поражение. Южная часть современной территории Кыргызстана входила в состав государства Давань в Ферганской долине. Давань (по древнеперсидским источникам — Паркана) был густонаселённой страной. Особенно славились даваньские кони, которых Хань стремился заполучить их для своей конницы. В 104—99 годах до н. э. Давань отстоял независимость в борьбе с Хань.
В VI веке н. э. тюркские кочевые племена начали заселять территорию современного Кыргызстана. В середине VI века образовался Тюркский каганат (551—744). В 70-х годах VI века он достиг вершины могущества, территория его простиралась от Хингана до северокавказских равнин, от верховьев Енисея до верховьев Аму-Дарьи. В 603 году произошёл раздел Тюркского каганата на Восточный и Западный каганаты. Западно-тюркский каганат (603—704) занимал территорию от Восточного Туркестана, предгорья Тянь-Шаня и Семиречья до Северного Кавказа. Административно-политическим и главным торговым центром был г. Суяб (развалины Ак-Бешим близ г. Токмак).
С распадом Западно-тюркского каганата на территории современного Кыргызстана существовал Тюргешский каганат (704—746), в 746 году в него вторгаются карлуки. VIII—IX вв. ознаменовался господством карлукского племенного союза в Семиречье и на Тянь-Шане.

## Этногенез киргизского народа
Современные киргизы представляют собой сложносоставной, неоднородный этнический коллектив, который сложился на территории современного Кыргызстана на основе смешения следующих условных компонентов:
- древнекиргизский — древние и средневековые киргизы Восточного Притяньшанья и Минусинской котловины;
- древнетюркский — домонгольское тюркоязычное население на территории современного Кыргызстана, восходящие к средневековым племенным союзам тюргешей, огузов и карлуков;
- дешти-кипчакский — родоплеменные объединения дешти-кипчакского происхождения, о чём свидетельствуют история развития современного киргизского языка и этно-культурная близость киргизов с казахами, каракалпаками, ногайцами и узбеками, у которых фиксировались кыпчакские диалекты узбекского языка.
- могольский — тюрко-монгольские племена, пришедшие в эпоху монгольского завоевания Центральной Азии или сформировавшиеся на территории государства Моголистан.

В историческом сочинении хивинского хана Абулгази Бахадур-хана «Родословное древо тюрков и монголов» происхождение киргизов излагается следующим образом:
«У Огуз-хана был внук по имени Киргиз. Киргизы происходят от него. Однако ныне людей из прямых потомков Киргиза мало: могольские и другие племена, истощив свои пастбища и источники, пришли в йурт [страну] киргизов, поселились там и стали называться киргизами. Сами же знают, из какого они рода-племени они происходят».
О сложносоставности киргизского народа говорится в героическом эпосе «Манас», где уникальным образом отражена историческая память киргизов. Перед смертью хан Кокетай даёт наставления народу и повествует о своей заслуге перед народом: Кулаалы таптап — куш кылдым, курама жыйып — журт кылдым (Воспитал я коршуна и сделал из него ловчую птицу, собрал воедино разноплеменных людей и сделал из них единый народ.

### Древнекыргызский компонент
Тюркский этноним «кыргыз» часто встречается в разных частях обширного тюркского мира. Первое упоминание о киргизах (隔昆, Гэкунь, Gekun) содержится в «Исторических записках» Сыма Цяня в связи с подчинением их хунну в 201 году до н. э. Сведения о владении древних кыргызов (堅昆, Цзянькунь, Jiankun) в 49 году до н. э. к северу от восточных границ усуней, к западу от хунну и к северу от города Чэши (Турфан) упоминаются в «Истории ранней династии Хань». Видный специалист по исторической географии Л. А. Боровкова локализовала его в Восточном Тянь-Шане к северу от хребта Боро-Хоро и к западу от пустыни Дзосотын-Элисун. В 2019 г. китайским учёным Ю Тайшаном была предложена новая датировка первого упоминания этнонима «кыргыз». Учёный предположил, что этноним впервые упоминается в эпоху Чжоу (ок. 1045—771 гг. до н. э.) как владение «Цзюаньхан» (кит. трад. 鄄韓, пиньинь kiwən-hean, Juanhan).
О народе именуемом «кыргыз», проживавшем предположительно в долине реки Енисей, писали средневековые китайские, арабо-персидские и тюркские источники. Средневековые киргизы находились под властью Тюркского и Уйгурского каганатов. В VI веке распался Тюркский каганат, а после продолжительного противостояния средневековые киргизы сокрушили в 840 году Уйгурский каганат и распространили свою власть на территорию от Иртыша до Амура, и вторглись в оазисы Восточного Туркестана.
В X веке, наблюдается постепенное сужение территорий контролируемых средневековыми киргизы. Согласно Рашид ад-Дину, ко времени возвышения Чингисхана их некогда могущественное государство уже не существовало, от него сохранились лишь небольшие в политическом отношении самостоятельные, фактически независимые друг от друга владения, возглавляемые суверенными правителями (иналами). В китайской хронике монгольского периода Юань ши упоминаются следующие уделы: Цилицзисы (Киргиз), Ханьхэна, Цяньчжоу (Кэм-Кэмджиут), Иланьчжоу, Анкэла (Баргуджин-Токум) и Усы.

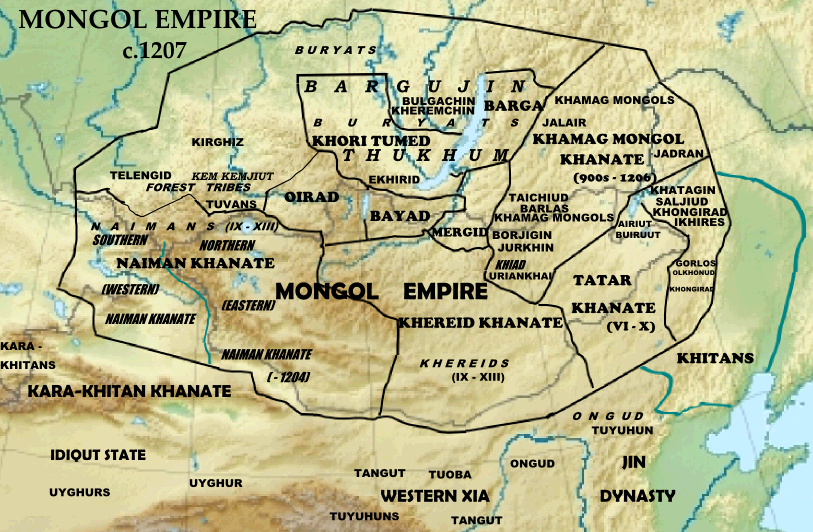
Монгольская империя около 1207 года

В 1207 году все уделы средневековых киргизов выразили покорность Чингисхану и добровольно вошли в состав Монгольской Империи. В середине XIII века были втянуты в междоусобную борьбу чингизидов. Выступали на стороне Ариг-Буги и Хайду против Хубилая и чагатайских ханов.
История средневековых кыргызов, после ослабления их влияния в Центральной Азии, и возможно, частичной зависимости какой-то группы от киданьской империи Ляо (X—XII вв.), другой — от Турфанского идыкутства (IX—XIII вв.), неясна и полна проблем.
В. В. Радлов, В. В. Бартольд и А. Н. Бернштам и О. К. Караев считали, что процесс переселения средневековых киргизов на современные территории был многоэтапным, который по всей видимости начался в IX веке и завершился в XV веке.

#### Алтайская концепция появления киргизов на Тянь-Шане
В начале 1960-х годов с серией работ по этногенезу киргизов выступил видный специалист по киргизской истории К. И. Петров. Согласно гипотезе Петрова, на Алтае одна из ветвей енисейских кыргызов в союзе с кимаками и восточными кипчаками, образовали независимые уделы. С IX по XIII вв. на Алтае и в Прииртышье шло смешение енисейских киргизов, кимаков и восточных кипчаков. На базе этого смешения появились «алтайские кыргызы» и сложился киргизский язык.
В XIII—XIV веках бо́льшая часть алтайских кыргызов откочевала в глубь улуса Хайду, на прежние территории государства Караханидов, где они приняли ислам и начали процесс консолидации местных кочевых тюркских (кипчаки, канглы, карлуки, ягма, чигили и т. д.) и могольских племён в единый народ. Данная гипотеза стала в последующем хрестоматийной и нашло отражение в последнем издании «Истории Киргизской ССР».
Видный исследователь этногенеза киргизов С. М. Абрамзон не согласился с мнением Петрова, назвав его излишне усложнённым. Абрамзон присоединился к замечанию В. П. Юдина о том, что «алтайская концепция» остаётся малоубедительной гипотезой, так как она не подкрепляется достаточными свидетельствами источников, доказывающими, что процесс имел именно такой характер и последовательность.

#### Восточнотуркестанская концепция появления киргизов на Тянь-Шане
В конце 1980-х годов О. К. Караев, Ю. Худяков, В. Бутанаев, Т. Чоротегин выступили против концепции алтайского этапа развития киргизского этноса. По мнению данных исследователей, процесс формирования центрально-азиатского протоядра киргизского народа завершился до 840 г. в Минусинской котловине. Часть племён переселилась в Восточный Туркестан в результате военного похода в 843 г. в города Бешбалык и Аньси [через которые пролегал Великий шёлковый путь]. В дальнейшем именно эта группа сыграла основную роль при формировании киргизского народа.
Во многих средневековых мусульманских источниках имеются сведения о местах расселения этнических групп, маркируемых этнонимом «кыргыз», в IX—XII вв. н. э., об их соседстве с древними уйгурами, карлуками, чигилями, ягма, кимаками, о некоторых особенностях их культуры. Эти сведения свидетельствуют о проживании средневековых кыргызов в Восточном Тянь-Шане ещё в домонгольскую эпоху.

Средневековые киргизы упоминаются в труде арабского географа X в. аль-Истахри «Китаб масалик ал-мамалик», в которой он пишет: "Эти горы стоят обособленно от Мавераннахра, растягиваясь до глубинной территории тюрков вплоть до местностей Илак [Ангрен] недалеко от киргизов и Шаша [Ташкента].

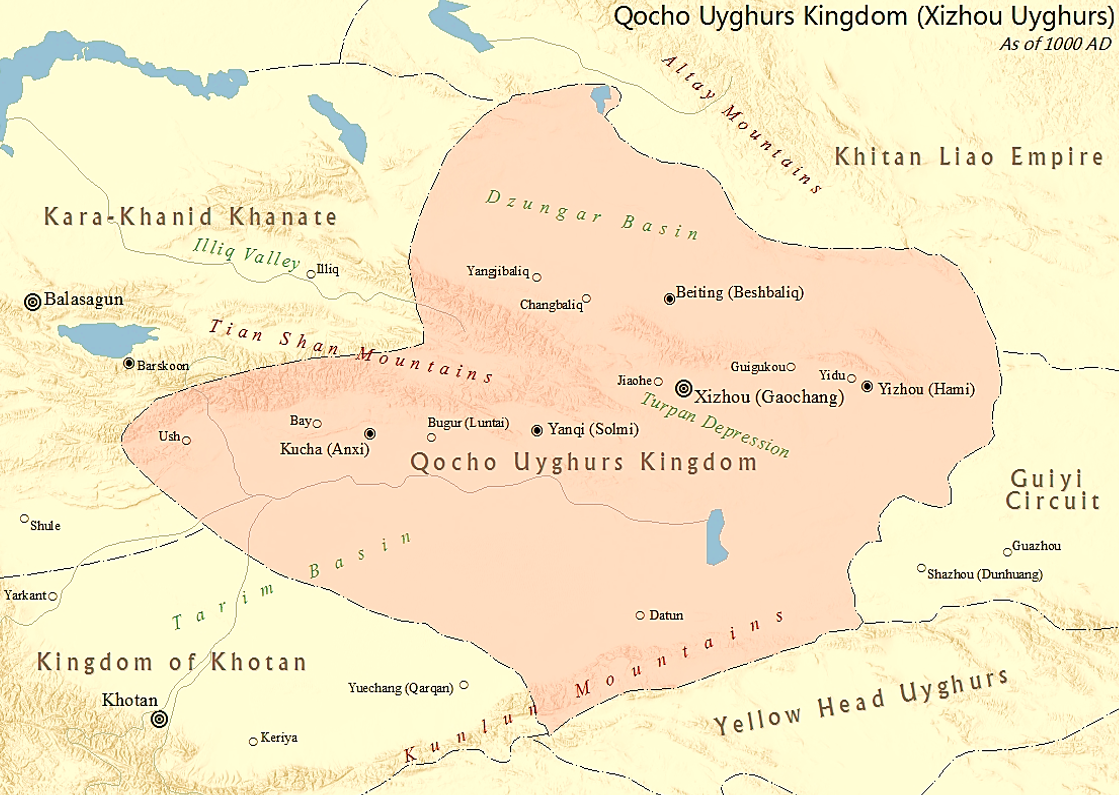
Карта Турфанского идыкутства в 1000 г.

В «Сун ши» в главе 490, в «Путевых записях о Сичжоу» Ван Яньдэ (981—984 гг.) есть известия о средневековых киргизах, которые вместе с другими народами Центральной Азии — тюрками, ягма, карлуками и др., — находились в зависимости от Турфанского идыкутства.
В «Худуд ал-алам», датируемом 982 г., содержатся данные о киргизских земельных владениях, находившихся, помимо Енисея, и на других территориях. Например, описывая тогуз-огузов, живших в Турфане, автор отмечает, что не только с севера от них, но и на западной стороне живут отдельные группы киргизов. В этом же источнике указано, что киргизы правили городом Пенчул [Уч-Турфан].
В 1120 году аль-Марвази в работе «Таба-и-ал-хайаван» пишет, что киргизы являются одним из тюркских родов. Здесь имеется в виду группа киргизов, проживавших на Тянь-Шане: "Они расположились в юго-западных и южных сторонах городов — Куча и Арк.

### Огузо-карлукский компонент
Абрамзон считал, что этническим ядром киргизского народа не стали енисейские кыргызы, хотя их потомки, по-видимому, принимали участие в этногенезе киргизов. Этнической средой, в которой формировались будущие киргизские племена, были главным образом тюркоязычные племена, историческая жизнь которых протекала на близко примыкающих к территории современного Кыргызстана пространствах Центральной Азии.
В результате разгрома Уйгурского каганата, карлукская конфедерация племён образовала Караханидское государство со столицами в городах Баласагун, Кашгар, Самарканд и Узген. Государство Караханидов сыграло исключительную роль в распространении ислама среди кочевых тюркских племён Средней Азии и тюркизации преимущественно ираноязычного населения Мавераннахра после уничтожения государства Саманидов.

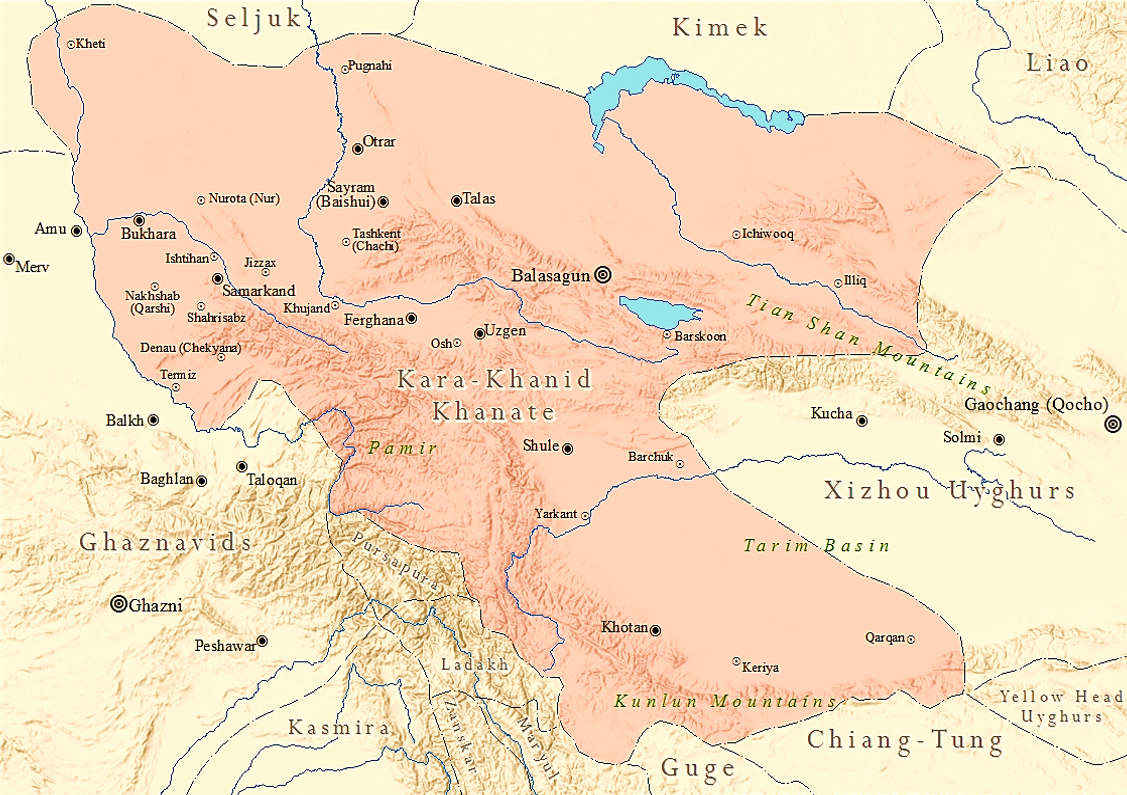
Карта Караханидского государства в 1006 году

На территории Центрального Тянь-Шаня и Семиречья с древнейших времён до X в. встречаются следующие этнические названия племён или их группы: саки, усуни, юечжи, хунны, дулу, нушиби, тюргеши, тухси, азы, карлуки, согдийцы, чигили, ягма, аргу, огузы, кипчаки и канглы. Часть из них опосредованно могла участвовать в сложении киргизского народа, другие, сохраняя свои этнические наименования, вошли в его состав.
После падения киданьской державы в Северном Китае, Елюй Даши ушёл в пределы Караханидского государства и захватил в 1134 году город Баласагун, после чего ему покоряются также Мавераннахр и Хорезм. В результате Елюй Даши создаёт Каракитайское ханство, простиравшуюся от Амударьи до пустыни Гоби. Определённую роль в сложении киргизского народа сыграло передвижение кара-китаев и найман Кучлука в пределы бывшего Караханидского государства, часть которых вошла в состав моголов, а затем киргизов сохранив свои этнические самоназвания.

### Могольский компонент
Несмотря на существование различных концепций появления киргизов на Тянь-Шане, подавляющее большинство исследователей сходятся во мнении, что завершающие этапы этногенеза киргизского народа протекали в XV—XVI вв. в государстве Моголистан. Территория Моголистана включала в себя значительные пространства Восточного Притяньшанья и Семиречья, то есть ту устойчивую этническую территорию, на которой формировались будущие компоненты киргизского народа.
В XIII веке вся территория современного Кыргызстана была включена в состав монгольских государств — улусов Чагатая, а затем Хайду, а после распада последнего в XIV в. — в состав Моголистана. В данном регионе сохранялся кочевой быт, на эти земли мигрировало бо́льшее количество тюрко-монгольских кочевников в сравнении с другими регионами Монгольской империи. При превосходящей численности близких по общей кочевой культуре тюркских народов, монголоязычные племена довольно скоро подверглись тюркизации.

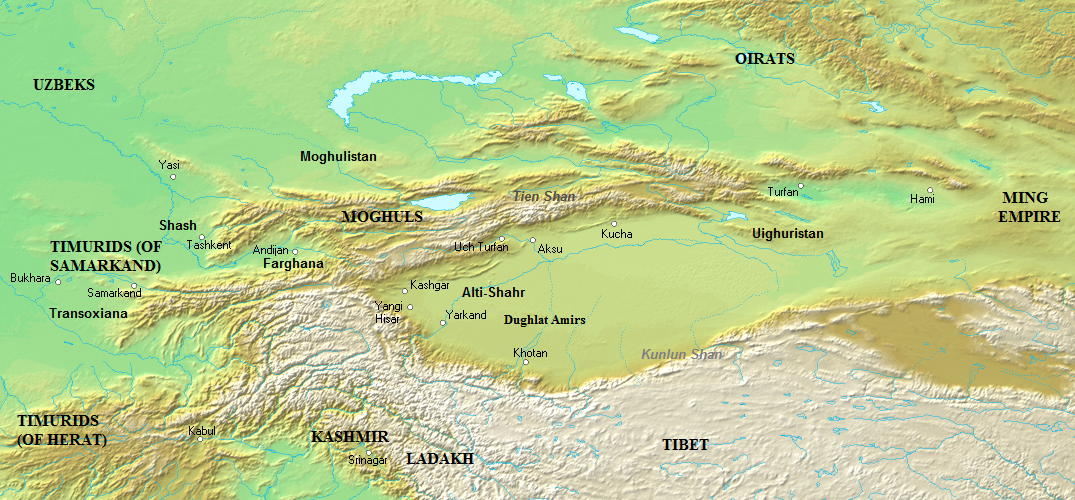
Карта Моголистана в 1450 году

В Чагатайском улусе этноним «кыргыз» в письменных источниках упоминается в начале XIV века. Согласно рукописи Бахр ал-асрар, хан Ильчигидай примерно в 1327—1329 гг. совершил поход на северо-восток ханства с целью наказания «военачальников киргизских племён» (сердаран-и аквам-и кыргыз), которые подвергали нападениям окраинные земли Чагатаидов. Ильчигидай переселил «тамошних лесных жителей» в центральные районы своей «богохранимой страны».
В «Истории амира Темура» Ибн Арабшах рассказывает об устройстве крепости Ашпара [около современнего села Чалдовар] на границе между владениями Тимура и Моголистаном. Перед походом в Рум [1402 г.] для охраны границ и будущего похода в Китай, Тимур направил в Ашпару группу воинов, которая включала один тумен (десять тысяч) чагатайских киргизов.
В XV—XVI вв. киргизы неоднократно упоминались в числе племён, обитавшим в горно-лесных районах Моголистана. Их называли «лесными львами Моголистана» (шер бешаи Могулистан). Мухаммед Хайдар не отделял киргизов от моголов, считая их частью моголов. Отличие их, по его мнению, заключалось лишь в том, что киргизы не признавали власть ханов и не были привержены исламу.
Османский автор конца XVI века Сейфи Челеби сообщал следующее: «По другую сторону Кашгарии обитает племя, носящее название „кыргыз“. Они — кочевники и из той же породы, что и моголы. Это многочисленное племя. У них нет хана, а есть только беки, которых называют — кашка». В рукописи XVI века Маджму ат-Таварих, в сведениях о последствиях нашествия Тамерлана в Моголистан применяется этноним «моголы» для обозначения в том числе современных киргизских племён.
Учёный-востоковед Юдин предложил разделить этнические связи моголов и киргизов на два этапа: первый — период общности моголов и киргизов в составе союза племён Моголистана, объединявшегося этнонимом «могол» (до XV в.); второй — период обособления народностей и последующего поглощения моголов соседними народами (начиная с XV в.). В первый период могольские и киргизские племена, на равных основаниях входили в состав формировавшейся могольской народности. Процесс этот оказался незавершённым и произошло обособление и выделение группировок племён, одна из которых сохранила название «могол», вторая приобрела название «кыргыз».
Тюрко-монгольские племена, переселившиеся на территорию современного Кыргызстана в результате монгольского завоевания и образования чингизидских улусов сыграли значительную роль в этногенезе киргизского народа. Родоплеменная структура киргизов включила следующие племена, которые ранее входили в состав моголов: ават (авгат), баарын (бахрин), барак-итарчи, баргы (барки), Карлуки, бөрү (байауты), булгачы-найман (булгачи), дуулат (дуглат), кереит, калча (калучин), канды (канглы), коңурат (хунгирад), кушчу, кыпчак, кытай, моңолдор, найман, нойгут, сулдус, черик, чогорок (чеграк), чоро (чорос) и др..
В XVI—XVII вв. завершился процесс сложения киргизского народа и оформления родоплеменной организации киргизов. В отсутствие самостоятельного государства, данная организационная система выполняла основные военно-политические функции, включая охрану этнической территории и консолидацию включённых в её состав племён и родов.

### Этнические связи киргизов и ойратов
В советское время значительная роль киргизов в ранней истории не только ойратов, но и всей Монголии незаслуженно умалчивалась или обходилась стороной. Петров писал: «К сожалению, монголоведы и калмыковеды, специально этой проблемой не занимались, а киргизоведы, склонные все объяснять кратковременным господством джунгар над частью тяньшанских киргизов в XVIII веке, оставили её без внимания».
Согласно «Шара туджи» и «Эрденин Тобчи», в союз первых четырёх ойрат, которые образовали Ойратское ханство, входили олёты, батуты, хойты и киргизы (в монгольской форме — керегуты). Калмыцкий учёный Авляев выводил из енисейских кыргызов род чорос — аристократический род, который занимал руководящую роль в ойратском союзе XIV—XV вв., и к которому принадлежали правители Джунгарского ханства. По всей видимости чоросы пришли из Моголистана и вошли в состав ойратов. Впоследствии оттеснив хойтов от власти чоросы стали руководить ойратским союзом. Крупный киргизский род баргы возводится к баргутам, которые также входили в ойратский союз.
Известно, что в связи с разгромом Тамерланом улусов Анга-торе и Камар-ад-Дина в 80-е годы XIV века некоторая часть моголов, в том числе киргизов Восточного Притяньшанья и Семиречья, отступила за Иртыш. Петров считал, что сосредоточение большой массы киргизских племён на Алтайско-Хангайском нагорье в начале XV века привело к возвышению киргизов в ойратской среде, в частности в лице Угэчи-кашка и его сына Эсеху-хана.
В 1470—1471 годах ойратский союз племён во главе с Амасанджи-тайши (Эсмет-нойон) сыном чоросского нойона Эсена-тайши, теснимые восточными монголами, вторглись в пределы ослабленного междоусобными войнами Моголистана. Трёхсоттысячная армия Амасанджи-тайши разгромила войско могольского Йунус-хана на реке Или. Йунус-хан со своим улусом отступил на запад в Ташкентский оазис и Фергану. Киргизские племена, выделившиеся из ойратского союза в XV веке, превратились в доминирующую группу в Моголистане, заняли богатые пастбищами районы Притяньшанья и получили возможность прямого выхода к оседло-земледельческим центрам Восточного Туркестана и Ферганы.
Длительные связи с ойратскими племенами оставили глубокие следы не только в этническом составе киргизов и ойратов, но и в многочисленных преданиях, некоторых обычаях, тамгах и т. п. Временное пребывание киргизов на Алтае, воссоединение алтайских и тяньшанских киргизов, междоусобицы внутри ойратского союза, и столкновения с могольскими ханами перекликаются с сюжетной линией эпоса «Манас» и генеалогическими преданиями киргизов. Принятие ислама и войны с джунгарами в XVII—XVIII вв., по всей видимости, исказили в народной памяти значительную роль ранних ойратов в этнической истории киргизов.

### Роль ислама в этногенезе киргизов
Широкое распространение ислама на территории современного Кыргызстана связано с эпохой Караханидского государства (сер. IX в. — сер. ХII в.), когда формировались новая этническая общность и социально-экономическая структура. Из-за неэффективности принудительных методов обращения в ислам воинственных кочевых тюркских племён, здесь большую роль сыграли миссионеры. Шейхи дервишских орденов всегда имели большие успехи в степи, чем в оседлых областях. Есть достоверные сведения о более ранней миссионерской деятельности среди тюркских племён Семиречья одного из выдающихся представителей суфизма шейх Мансура аль-Халладжа. Как установлено, уже в 897 г. аль-Халладж со своими учениками и сподвижниками отправился в составе торгового каравана из Багдада в Туркестан.
В советский период господствовало мнение, что у большинства киргизов не было приверженности исламу, религия насаждалась исключительно в интересах правящего класса. Безусловно, киргизские предводители использовали ислам, с одной стороны, для укрепления своей власти над всеми родоплеменными объединениями Киргизии, а с другой — для упрочения своего статуса среди соседних мусульманских государств. Древние политеистические верования и шаманизм, возникшие ещё в недрах родового строя, не могли в новых условиях удовлетворять нужды правящей верхушки и всего киргизского общества. Для самосохранения и дальнейшего развития как самостоятельного этноса в новой конфессиональной среде региона, киргизский народ должен был адаптироваться. А основой всех духовной и материальной культуры народов этого региона являлся ислам. К тому же местные могольские племена Тянь-Шаня, влившиеся в состав киргизского народа, уже исповедовали данную религию.
Как показывают достаточно подробные сведения в сочинениях, составленных в Восточном Туркестане и Фергане в XVI—XVIII вв., − «Зийа ал-кулуб», «Джалис ал-муштакин», «Рафик ат-талибин», «Тазкира-йи ходжаган», «Актаб-и Тоглук-Тимур-хан» и т. д., исламизация киргизов завершилась не позднее первой половины XVII в., благодаря активной миссионерской деятельности суфийских шейхов. Именно при активном участии суфийских шейхов были составлены новые редакции санжыра — генеалогий племён и общекиргизских генеалогических преданий. Так, родоначальником всех киргизов и моголов согласно санжыре записанному в XVI веке в рукописи Маджму ат-Таварих является легендарный Ана-л-Хакк (прозвище шейха Мансура аль-Халладжа). Обработка генеалогий в духе исламской идеологии была вызвана необходимостью укрепления позиций суфийских орденов среди киргизов, а также упрочения авторитета и власти предводителей племён среди своих подданных. Поэтому политическая элита киргизского общества оказывала большую поддержку исламу и настойчиво внедряла её в массы через надёжное средство коммуникации кочевников — генеалогии, знание которой было обязанностью каждого взрослого мужчины. Новая суфийская редакция генеалогии киргизских племён объективно способствовала консолидации киргизского народа вокруг идеи исламской идентификации, что было чрезвычайно актуально в условиях перманентной войны киргизов с джунгарами в течение более двух столетий.
Принятие ислама способствовало консолидации киргизских племён, использованию литературного языка «тюрки» на основе арабской графики и распространению грамотности среди населения, сближению киргизов с соседними мусульманскими народами, а также обогащало его культуру. В настоящее время принято считать, что распространение ислама среди киргизов в XVI—XVII вв. носило объективно прогрессивный характер.

## Казахско-киргизский военный союз в XVI—XVII вв
В начале XVI века завершился процесс сложения киргизов и казахов, которые к тому времени окончательно закрепились на современных территориях проживания. Политические связи между двумя близкородственными народами сформировались в процессе совместной борьбы против государства Шейбанидов, Яркендского ханства и Ойратского ханства. Киргизы заключали военные и политические союзы с такими ханами как Хак-Назар-хан и Есим-хан которые в источниках часто назывались, как «хан казахский и киргизский». По сведениям российского академика В. Бартольда, «В XVI веке киргизы часто находились под властью казахских ханов и вместе с ними вели борьбу с монгольскими ханами, в то время уже отюреченными, владевшими Кашгарией...».
По мнению казахстанского историка Н. А. Атыгаева, Шигай-хан, правитель Казахского ханства, сохранял власть над киргизскими племенами. В. В. Бартольд полагал, что после смерти Хакк-Назар-хана казахи и киргизы «…уже не составляли больше одного государства; вообще, насколько известно, эти два народа с тех пор никогда больше не объединялись под властью одного хана». По мнению Н. А. Атыгаева, источники не подтверждают мнение В. В. Бартольда. Так, в «Раузат ар-Ризван» Бадр ад-Дина ал-Кашмири среди приближённых Шигай-хана отмечены киргизские эмиры.
Казахстанский историк М. Х. Абусеитова указывает, что «после того, как Мухаммед-кыргыз сошел с исторической арены, киргизы вплоть до середины XVIII в. признавали власть Тахира, Хакк-Назара, Таукеля, Есима, часто именовавшиеся в источниках как «государи казахские и киргизские».
В результате распада государства Моголистан в начале XVI века, киргизы предприняли ряд попыток образования собственного государства на территории современного Кыргызстана, и в результате чего в 1484 году образовали собственное ханство. Зимой 1503—1504 годах умер киргизский хан Ахмед Алача-хан, и вожди киргизов воспользовались этим обстоятельством для открытого восстания. Официальный наследник престола Мансур-хан ими признан не был, и своим правителем они признали другого сына Ахмед-хана — Султан-Халила. Этот мятеж был подавлен лишь в 1508 году.
В 1514 году предводитель киргизов Мухаммед-кыргыз оказал поддержку ещё одному сыну Ахмед-хана — Султан-Саиду, который с этой помощью завоевал Кашгар. В награду за это Султан-Саид назначил Мухаммед-кыргыза эмиром киргизов. Могольские феодалы в Кашгаре фактически утратили контроль над территорией современных южного Казахстана и Кыргызстана и образовали на территории Восточного Туркестана Яркендское ханство, однако продолжали считать киргизов и казахов своими подданными. Когда Мухаммед-кыргыз в 1517 году выступил на стороне казахов в их конфликте с Шейбанидами и совершил набеги на Туркестан и Сайрам, Султан-Саид пришёл в бешенство. Войска могольского хана уничтожили огромное количество киргизских аилов в ходе битвы при Барскооне, а Мухаммед-кыргыз был взят в плен и заточён в темницу.
В 1525—1526 годах Султан-Саид решил совершить поход на киргизов. Однако киргизы успели организоваться и объединить свои силы с казахским ханом Тахиром, который в связи с осложнением политической обстановки в казахских степях был вынужден уехать к киргизам. Несмотря на ограниченность сил, Тахир-хану удавалось достигать существенных успехов в неравной борьбе со соседними государствами. В 1532 году Тахир умер, и ханом был избран его брат Буйдаш. Новому правителю удалось увеличить численность своих войск до тридцати тысяч человек, и в подавляющей массе своей это были киргизы, что отмечается в самых разных источниках. Буйдаш-хан сумел наладить союзнические отношения и с казахскими правителями. Удержание кочевий Моголистана под своей властью имело огромное значение для всех крупных степных вождей, и они неоднократно оказывали военную помощь киргизскому хану.
Объединённые силы казахов и киргизов под руководством Буйдаш-хана одержали победу над войском правителя Яркендского ханства Абд ал-Латиф-хана. В сражении на Иссык-Куле против Абд ар-Рахим-хана, войско Буйдаш-хана было полностью разгромлено.

В ответ казахи и киргизы полностью прервали торговлю с Китаем. Английский купец Дженкинсон по этому поводу сообщал:
Народ, воюющий с Ташкентом, называется Cassack [Казак], магометовой веры, а те, которые ведут войну с Кашгаром, зовутся Qirgs [Кыргыз], язычники и идолопоклонники. Оба народа очень могущественны; они живут в степях, не имея ни городов, ни домов, и почти покорили вышеназванные города, так крепко заперев дорогу, что никакому каравану нельзя пройти не ограбленным.
Несмотря на все старания и первоначальные успехи, эта война закончилась поражением для киргизских и казахских правителей. В 1560 году в одном из нападений объединённое киргизско-казахское войско под началом хана Буйдаша дошло до Сайрама, где их уже ожидали отряды ташкентского правителя Дервиш-хана. В последовавшем упорном сражении победа вначале клонилась на сторону Буйдаша. Однако затем, как сообщает источник, возник сильный ветер, который понёс на кочевников огромное количество пыли. В результате киргизско-казахское войско было полностью разбито. На поле боя погибли и сам хан Буйдаш, и ещё 24 султана.
Политический военной союз казахов и киргизов сохранял свою силу и в период правления Хак-Назар-хана, который именовал себя «ханом казахским и киргизским». За короткий срок он разбил войска Яркендского ханства, нанёс сокрушительные удары ойратам в 1554 году. Война за земли Семиречья против могольских ханов не прекращалась и в период правления Есим-хана. В этой борьбе его поддержали киргизские правители. Благодаря их поддержке Есим-хан сумел утвердить свою власть над частью племён Старшего жуза. Но в 1616 году он оказался вынужден признать свою зависимость от ойратских князей. После кратковременного периода зависимости от ойратских князей в 1620 году антиойратская коалиция из казахов, киргизов, ногайцев и халха монголов нанесла сокрушительный удар по ойратским племенам. В 1627 году Есим-хан одолел своего соперника правителя Ташкента Турсуна и стал верховным ханом. Есим-хан приказал воздвигнуть в Ташкенте башню в честь своего верного соратника из киргизов Кокум-бия.
Все последующие казахские ханы также пользовались постоянной поддержкой со стороны киргизских вождей. Киргизские батыры сражались в знаменитом Орбулакском сражении, состоявшемся в 1643 году под началом Жангир-хана. Согласно сведениям Ч. Валиханова, киргизские бии принимали участие в составлении кодекса законов «Жети жаргы» при хане Тауке (1680—1715).

## Война с Джунгарским ханством
Казахско-киргизский союз воспринимался как единое военно-политическое объединение и джунгарскими правителями.
Первое крупное столкновение случилось в 1643 году, когда 50-тысячное войско под командованием Батур-хунтдайджи вытеснило киргизов и казахов кочующих на востоке Семиречья. А в 1652 году оно повторилось вновь и способствовало началу первой волне миграции киргизских племен на Запад.
Знаменитое нападение джунгар в 1720-х годах было одновременно нацелено как против казахов, так и против киргизов. Джунгарская экспансия в начале XVIII в. на территорию расселения киргизов и казахов привела к вынужденным миграционным процессам — большинство киргизов откочевало в соседние районы Ферганской долины, казахи откочевали за Сыр-Дарью в Самарканд и Бухару. Какая-то часть киргизов осталась на берегах Иссык-Куля, признав свою зависимость от джунгар. Годы вторжения джунгар относятся к самым тяжёлым временам в истории киргизов и казахов.

Автор сочинения «Тарих-и Кипчак-хани» Ходжам-Кули бек рассказывает, что несколько лет раньше правитель джунгар Цеван-Рабдан отправил войско для захвата Читрала, Бадахшана, Дарваза и Каратегина. Однако население Каратегина совместно с алайскими киргизами оказали упорное сопротивление натиску джунгар и сумели выстоять.
В этом году [1721 г.], услышав о беспорядках в Туране, правитель калмаков направился против киргизов. Киргизы выставили около 100 тысяч всадников. Но киргизское войско потерпело сокрушительное поражение в этом сражении, и значительная часть киргизов была убита, их жены и дети стали пленниками неверных. В результате киргизы бежали в направлении Гисара-и Шадмана и Куляба, а Каратегин остался под властью калмаков.
 Рассказ Ходжам-Кули-бека Балхи о походе джунгарского войска в Бадахшан находит подтверждение в сообщениях «Тарих-и Бадахшан». В этом трагическом сражении во главе киргизского войска стояли батыры Ак-Кочкор, Канкы и Толок, которые пали на поле боя.
После вступления на престол Джунгарского ханства сына Цеван-Рабдана Галдан-Церена в 1727 году экспансия джунгар на западе ещё более усилилась. Основными объектами нападений их войск стали киргизы Каратегина, а также оседлые районы Ташкентского оазиса и Ферганской долины. Так, по сведениям Ходжам-Кули бека Балхи, Галдан-Церен отправил войско против киргизов Каратегина. Киргизы в количестве 100 тыс. семей бежали из Каратегина и вновь отправились в Гисар-и Шадман.
В конце первой половины XVIII века начался процесс падения некогда могущественной кочевой державы − Джунгарского ханства, которая в итоге была уничтожена двухсоттысячной армией цинского Китая. После ликвидации Джунгарского ханства Империей Цин, началась откочёвка киргизских племён на свои прежние кочевья, расположенные на Центральном и Восточном Тянь-Шане. Возвращение киргизов на свои прежние земли в середине XVIII в. имело огромное значение в этнической истории киргизского народа на Тянь-Шане. Остатки уцелевших джунгар были инкорпорированы в состав киргизского народа.

## Кыргызско-казахские столкновения в XVIII веке

### Столкновения 1759—1786 годов
После падения Джунгарского ханства на освободившиеся земли в Семиречье претендовали как кыргызы, так и казахи. Первые задокументированные столкновения между кыргызскими и казахскими племенами произошли уже летом 1759 года. Конфликт продолжался несколько десятилетий и завершился к концу XVIII века.
Казахский султан Абылай (хан с 1771 года), совершал походы против кыргызов в 1765, 1774 и 1779 годах. В ответ кыргызские племена под руководством таких политических деятелей, как Садыр-хан, Жайыл-бий и Эсенгул-бий, также предпринимали походы против казахов в 1760, 1764, 1774, 1777, 1779 и 1781 годах. В 1770–1771 годах кыргызы разгромили крупное войско Кокжал Барака.
В ходе кыргызско-казахского конфликта казахские военачальники неоднократно обращались за военной помощью к России и Китаю. Абылай просил поддержки у России в 1767, 1771 и 1778 годах, а у Китая — в 1767, 1774 и 1779 годах. Однако в обоих случаях получал отказ. Казахстанские историки Б. С. Сарсенбаев, З. Е. Кабульдинов и Д. А. Черниенко, а также советский историк В. С. Кузнецов отмечают, что Китай совершенно устраивало, когда ни одна из сторон не могла добиться решающей победы, что вело к взаимному истощению и ослабляло как казахов, так и кыргызов.

### Мирные переговоры 1780 и 1786 годов
В 1780 году стороны договорились о перемирии и провели уточнение кыргызско-казахской границы. В этом процессе участвовали такие влиятельные представители северных кыргызов, как Туума-бий и Мама-бий с левого крыла, Кебек-бий и Тюлёберди-бий из племени солто, Эсенгул-баатыр и Атаке-баатыр из сарыбагышей, Бирназар-бий из племени бугу, Жамболот-баатыр и Качыке-баатыр из чекир саяков, Сеит-бий и Келдибек-бий из саяков.
По достигнутому соглашению граница кочевий кыргызов была определена следующим образом: от западной части реки Терс через перевал Куюк, горы Тюлкибаш, Уч-Буурул, Туймокент, Абылкайыр, до впадения реки Курагатты в Чу, через реку Чу — перевал Чокмор и далее вдоль реки Или до Уч-Алматы. От Уч-Алматы граница шла на север вдоль Или, на северо-запад от перевала Чокмор, снова к реке Чу и дальше к западным горам Кичи-Буурул, Чон-Буурул, Тюлкибаш, перевалу Куюк и обратно к Терсу, а затем до горы Чаткал. Так была официально определена граница между кыргызскими и казахскими кочевьями перед Абылай-ханом.
В 1786 году в кочевья кыргызских биев Эсенгула и Атаке прибыло посольство казахского султана Хан-ходжи с предложением заключить соглашение о дружбе. Однако вместе с этим посланцы потребовали выдачи заложников. Как сообщает омский купец З. Пеньевтов, занимавшийся торговлей среди казахских и кыргызских кочевников, кыргызская сторона не дала ни явного согласия, но прямого отказа, старемясь договориться о союзе между соседями, подчёркивая, «ибо да как для вас, так и для нас, общие неприятели — китайцы». Академик В. М. Плоских пишет, что соглашение так и не было достигнуто, а профессор Д. Б. Сапаралиев, напротив, пишет, что благодаря достигнутому соглашению несколько лет серьёзных столкновений не наблюдалось.

## Киргизы в составе Кокандского ханства
В начале XVIII века Ферганская долина входила в состав Бухарского ханства. В эпоху правления Абулфейз-хана (1711—1747) в стране наблюдается ослабление центральной власти и усиление политических междоусобиц. В этих условиях к власти в Ферганской долине приходит новая династия, возглавляемая уже не чингизидами, а представителями узбекского племени мингов. Основателем династии мингов считается Шахрух-бий, правивший до 1721 года. К середине XVIII в. ферганское владение мингов усилилось, превратилось в самостоятельное Кокандское ханство.
Серьёзную угрозу для нового государства создавала экспансия джунгар. В последние годы правления Галдан-Церена снова усиливается давление джунгар на Ферганскую долину. В 1746 г. войско Галдан-Церена захватило у кокандцев город Касан. Кокандский правитель Абд ал-Карим-бий, будучи не в силах сопротивляться джунгарам, отдал своего брата Баба-бека в качестве заложника.
В конце первой половины XVIII в. наблюдается активное участие киргизских военачальников в политических событиях, происходивших в Ферганской долине. Очевидно, оно было связано с планами правителей Кокандского владения по созданию самостоятельного крупного ханства. Для осуществления своих замыслов правителям Коканда требовалось войско, и они старались использовать военные силы киргизских и кипчакских родоначальников, кочевавших в горных районах Ферганы.
В 1753 году Ирдана-бий взошёл на кокандский престол. Ирдана-бий был союзником киргизских биев и совместно с ними выступал против джунгар и Абылай-хана. В 1762 году возникла опасность захвата Туркестана Империей Цин. Ирдана-бию удалось создать антицинскую коалицию, в состав которой вошли некоторые киргизские бии и основатель афганского государства Ахмад-Шах Дуррани (1747—1768). Этот союз сорвал попытку порабощения Туркестана Китаем.
К 80-м годам XVIII в. в зависимость от Коканда попали практически все киргизские земли Ферганы. В начале XIX в. во времена правления Мадали-хана, ханство занимало наибольшую площадь. Ханство подчинило себе территории современных Северной Киргизии и Южного Казахстана. Для обеспечения контроля за этими землями в 1825 году были основаны крепости Пишпек и Токмак.
Население ханства составляли полукочевые и оседло-земледельческие племена узбеков, сартов, таджиков и кочевых казахов, кипчаков, каракалпаков, киргизов. Они соперничали друг с другом и то и дело меняли правителей.
Кокандская знать недовольная политикой Мадали-хана обратилась к бухарскому эмиру Насрулле с просьбой освободить страну от хана, что стало поворотной точкой в истории кокандского государства и ускорило её крах. В 1842 г. Мадали-хан был убит, а ханство было обращено в бухарскую провинцию. На трон был посажен Умар-хан. Недовольные вмешательством Бухарского эмирата, киргизы избрали ханом его двоюродного брата — Шерали и вскоре свергли Умар-хана.
При Шерали-хане усилилась вражда между кочевыми племенами с одной стороны и оседлыми жителями ханства с другой, которая существовала исстари и уже раньше нередко приводила к столкновениям. Вся дальнейшая история ханства заключается, главным образом, в кровавой борьбе между различными группировками и всякая победа сопровождалась беспощадным избиением побеждённых. После убийства Шералы-хана, ханом стал его сын Худаяр. Кокандский минбаши кипчак Мусулманкул стал регентом при хане. Тяготясь опекой Мусулманкула, Худаяр-хан стал опорой антикипчакской партии, сверг Мусулманкула и казнил его в 1852 году. Это событие закончилось истреблением ферганских кипчаков.
В 1858 году маргеланский бек Алымкул сын Асан-бия, предводителя киргиз-кипчаков, поддержал Малабека и сверг его брата Худаяр-хана. Малабек сел на трон Коканда под именем Малла-хана (1858—1862). После убийства Малла-хана во время дворцового переворота в 1862 году, Алымкул активно участвует в борьбе за власть. Худаяр-хан воспользовался этими смутами и при содействии бухарского эмира, Музаффарa, водворился было в Коканде, но вскоре изгнан был Алымкулом и опять бежал в Бухару. Позже Алымкул провозгласил сына Малла-хана Султан Сейида ханом, и фактическая власть в ханстве в 1863—1865 гг. перешла Алымкулу. Когда же главнокомандующий (лашкар башчи) кокандским войском Алымкул погиб в ожесточённой битве с русскими под Ташкентом (1865), бухарский эмир вновь явился с войском в Коканд, посадил на трон Худаяра.
Одной из крупнейших политических фигур ханства был правитель Андижанского вилайета Алымбек-датка (1858—1862), который во время правления Малла-хана был облечён неограниченной властью и имел большое влияние. В череде дворцовых интриг предводителя алайских киргизов Алымбек-датку предательски убивают. Титул датки и право управления алайскими киргизами переходят к супруге Алымбека — знаменитой Курманжан-датке.
Смуты облегчили утверждение русской власти в той части Туркестана, которая входила в состав Кокандского ханства. С 1855 года киргизские и казахские племена, подчинённые ханству, стали переходить в российское подданство. Это привело к вооружённым конфликтам ханства с русскими войсками, в 1850 году предпринята была экспедиция за реку Или, с целью разрушить укрепление Таучубек, служившее опорным пунктом для кокандских сил, но овладеть им удалось лишь в 1851 году, а в 1854 году на реке Алматы построено укрепление Верный и весь Заилийский край вошёл в состав России.
В 1860 году западносибирское начальство снарядило, под начальством полковника Циммермана, небольшой отряд, разрушивший кокандские укрепления Пишпек и Токмак. Кокандцы, в числе которых были казахи Старшего жуза и северные киргизы, объявили газават русским и в октябре 1860 года сосредоточились, в числе 20 000 человек, у укрепления Узун-Агач (60 км от Алматы), где были разбиты полковником Колпаковским, взявшим затем и возобновлённый кокандцами Пишпек, где на этот раз оставлен был русский гарнизон; в это же время занята была русскими и крепость Токмак.
Событием, поставившим финальную точку в истории Кокандского государства, стало народное восстание, которое возглавил киргиз Пулат-бек в 1873—1876 гг. В 1872 году киргизы, недовольные правлением Худаяра, направили делегацию к Пулат-беку, внуку Алим-хана, жившему в медресе в Самарканде, с предложением возглавить восстание против Худаяр-хана. Пулат-бек отказался. Повторная делегация также не имела успеха. На обратном пути послы встретили в Ташкенте Исхака Асан уулу, который согласился выдать себя за Пулат-бека. Пулат-бека поддержал сын Мусулманкула — минбаши Абдуррахман-автобачи. Войско под руководством Пулат-бека 9 октября 1875 г. овладело Кокандом. Худаяр-хан обратился за помощью к туркестанскому генерал-губернатору и бежал в Ташкент под защиту русских войск.
В 1876 году вся территория Кокандского ханства за исключением Алая была завоёвана русскими войсками. Алай стал последним форпостом некогда могущественного ханства, которое было вынуждено покориться Российской Империи после переговоров генерала Скобелева и Курманжан-датки.
Кокандское ханство было ликвидировано и включено в состав Туркестанского генерал-губернаторства Российской Империи.
Кокандский период имеет ключевое значение в истории киргизского народа. В критический момент кокандские правители сумели объединить разрозненные киргизские и кипчакские племена и организовать успешное сопротивление против экспансии джунгар и Империи Цин в Центральную Азию.

## Вторжение Кенесары
В 40-х г. XIX в. хан Среднего жуза казахов Кенесары (1802—1847), теснимый русскими войсками из родных кочевий, предпринял ряд грабительских набегов на северные регионы современного Кыргызстана. Кенесары намеревался покорить киргизов и, опираясь на них, продолжить борьбу с Россией и оттеснить Кокандское ханство. Вначале он попытался убедить киргизских манапов к совместным действиям, но получил решительный отказ.
Осенью 1845 г. Кенесары направил к киргизам своего посланника с требованием покориться и выплатить зекет. На общем курултае киргизские бии приняли решение не удовлетворять требования Кенесары. С конца 1845 г. по весну 1847 г. Кенесары устраивал попытки наступления на киргизов. В одной из стычек с киргизами, был убит один из его любимых сподвижников Саурык-батыр. В ответ на действия киргизов, в апреле 1847 г. Кенесары с 20-тысячным войском вторгся в пределы современной территории Киргизии. Вторжение Кенесары носило чрезвычайно жестокий характер, после чего все северные киргизские племена стали готовиться к войне.
В современной казахской историографии вторжение Кенесары трактуется в положительном ключе и оправдывается в качестве ответной меры на враждебные действия киргизов, в то же самое время киргизские историки рассматривают Кенесары в качестве агрессора.
Решающее сражение между объединённым войском киргизов под предводительством Ормон-хана и войском Кенесары началось в апреле 1847 г. в местечке Майтобе возле современного Токмака и продолжалось несколько дней. Каждую ночь киргизы зажигали большое количество костров, а днём поднимали в округе пыль, чтобы убедить врага о прибывающем подкреплении. Благодаря этой военной хитрости, значительное число казахских воинов покинуло военный лагерь. Покинули Кенесары именитые казахские батыры и султаны — Сыпатай-батыр, Байзак и султан Рустем. В ожесточённой битве пало огромное количество воинов, Кенесары и 30 казахских султанов попали в плен. Пленённого хана на протяжении нескольких месяцев возили по всем киргизским аилам и показывали народу. В день казни Кенесары и казахских султанов, киргизы пригнали всех пленных казахов, чтобы они смотрели на казнь хана, а затем отрубили ему голову. По совету Рустема и Сыпатая, голову казнённого хана передали генерал-губернатору Западной Сибири Горчакову. Головы казахских султанов были выставлены на всеобщее обозрение в Ташкенте. Пленные казахские воины были выкуплены сородичами и возвращены в родные кочевья.
Спустя полгода после окончания войны, 22 августа 1847 года, верховные манапы киргизов и султаны казахов Старшего и Среднего жузов при содействии Российской Империи подписали мирный договор.

## В составе Российской империи

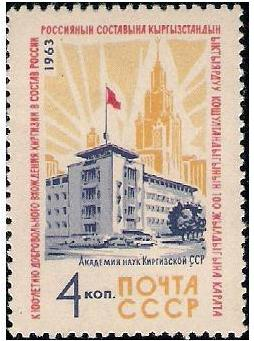
«К 100-летию добровольного вхождения Киргизии в состав России». Почтовая марка СССР, 1963 год

К концу первой половины XIX века Кокандское ханство погрязло в дворцовых интригах и в насилии, чем окончательно оттолкнуло от себя северных киргизов. Сопротивляясь экспансии Империи Цин отдельные северные киргизские племена начали принимать российское подданство. В 1855 году племя бугу приняло российское подданство, что означало начало процесса присоединения территории современного Кыргызстана к России.
В 1855—1863 годах север Кыргызстана был отвоёван у Кокандского ханства отрядами полковника Черняева и вошёл в состав Российской империи. Ряд киргизских вождей сопротивлялись российскому завоеванию.

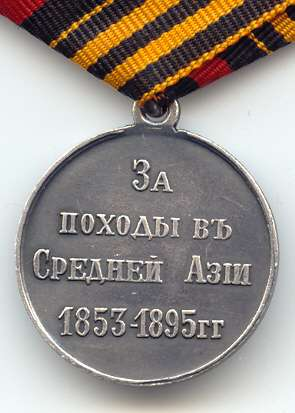
Медаль «За походы в Средней Азии»

Территория Ферганской долины (включающей территории юга Кыргызстана, ряда регионов современного Узбекистана вместе с севером современного Таджикистана) после разгрома Кокандского ханства в 1876 году была включена в состав Российской империи в качестве Ферганской области (административный центр — город Новый Маргелан). Территории севера Кыргызстана вошли в состав Семиреченской области с центром в городе Верный (совр. Алма-Ата).

Семиреченская область

С 1867 по 1918 год территория современного Кыргызстана была частью Туркестанского генерал-губернаторства в составе Российской империи. Туркестан долгое время оставался колониальным форпостом, изолированным от европейской части империи, однако появление железных дорог на рубеже XX века способствовало появлению большого количества русских переселенцев, которые занимали и использовали и без того ограниченные земельные и водные ресурсы.
Переселенческая и налоговая политика царизма усиливала национальный и экономический гнёт. Первое антиколониальное выступление народов Средней Азии произошло в Ферганской долине в 1898 году в Андижане.
8 июля 1916 году император Николай II подписал указ о привлечении инородческого населения империи для работ по устройству оборонительных сооружений и военных сообщений в районе действующей армии. Так началось Среднеазиатское восстание. Восстание было жестоко подавлено. Большая часть киргизов и казахов Семиреченской области бежала в Китай от царских карателей.

## Туркестанская автономия и движение «Алаш»
После Февральской революции, в Туркестанском крае начали образовываться общественно-политические организации, представляющие мусульманское население региона. Одним из первых таких организаций была «Шура-и-Ислам» (Исламский совет), основанная в марте 1917 года в среде либерального и демократического движения джадидов.
Одновременно с Октябрьской революцией в октябре 1917 года в Ташкенте произошло вооружённое восстание левых эсеров и большевиков против Туркестанского комитета Временного правительства, что привело к двоевластию, а затем и к гражданской войне. После подавления к концу 1917 года сил Туркестанского генерал-губернаторства, в начале 1918 года была провозглашена Туркестанская АССР (1918—1924). Центр данного образования находился в Ташкенте.

В правительстве Туркестанской АССР из 14 его членов не было ни одного представителя коренных народов. Председатель Совнаркома Туркестанской АССР Фёдор Колесов, недавний конторщик на ташкентской железной дороге, заявил: 
Невозможно допустить мусульман в верховные органы власти, поскольку позиция местного населения по отношению к нам не определена. 
15 ноября 1917 года в Ташкенте открылся III «Всетуркестанский Курултай мусульман» Туркестанского края под руководством движения «Шуро-и-Улема», которое из-за противоречий в политических взглядах вынуждена была отколоться от «Шуро-и-Исламия». 26 ноября 1917 года в Коканде под руководством «Шуро-и-Исламия» был созван IV «Всетуркестанский Курултай мусульман». На съезде присутствовало около 200 делегатов. На следующий день курултая Туркестан был объявлен «территориально автономным в единении с федеративной демократической Российской республикой». На курултае также было решено назвать новое территориальное образование — Туркестанская автономия.
В январе 1918 года для ликвидации Туркестанской автономии из Москвы в Ташкент прибыли 11 эшелонов с войсками и артиллерией под командованием Константина Осипова. В состав советских войск входили также вооружённые армянские дашнакские отряды. В результате карательных действий погибли тысячи мирных жителей.
В результате ликвидации Туркестанской автономии, возникло национально-освободительное партизанское движение (басмачество) ставившее своей целью борьбу с советской властью и изгнание большевиков. Крупные организованные вооружённые отряды представителей этого движения именовались в советских средствах массовой информации как «басмачи», а движение как «басмачество». «Басмачество» — понятие, созданное советской властью с целью демонизации (мифологической стигматизации) своих противников. Целью повстанческого движения было отделение Туркестана от Советской России.
К началу 1919 г. Туркестан оказался в кольце фронтов, отрезанным от Центральной России, испытывая недостаток продовольствия и топлива. Повстанцы под предводительством курбаши Мадаминбека контролировали почти всю Ферганскую долину кроме крупных городов и железных дорог, английские оккупационные войска контролировали Ашхабад, на востоке, в Семиречье, против советской власти выступали белоказаки (после жестокого разгрома восстания 1916 года, киргизы и казахи Семиречья не представляли серьёзной военно-политической силы), на севере железнодорожное сообщение с центральной Россией было перерезано отрядами казачьего атамана Дутова.
В период с 1918 года до середины 1919 года, когда под контролем армян-дашнаков находилась революционная диктатура и Советы Андижана, ими совершались налёты на мусульманские кишлаки. Действия против мусульманского населения Туркестана имели место почти одновременно с аналогичными действиями дашнаков на Южном Кавказе. В июне 1918 года дашнаками был совершён налёт на Ош, а в декабре на окрестности Джалал-Абада. В ответ на нападение повстанцев на гарнизон Андижана в домах мусульман старого города в течение недели велись обыски, которые сопровождались убийствами, грабежами и изнасилованиями.
Крупные силы повстанцев захватили Ош и повели наступление на Андижан, Скобелев (Фергана) и Наманган, но потерпели неудачу и отступили в горные районы. В феврале—марте 1920 года отряды Мадамин-бека потерпели серию тяжёлых поражений и 6 марта Мадамин-бек заключил соглашение с Красной армией, по которому он признал советскую власть, а часть его отрядов влилась в состав РККА. В мае того же года Мадамин-бек был захвачен отрядом курбаши Калкожо и казнён за измену.
После Мадаминбека движение сопротивления возглавил Куршермат, отряды которого действовали в восточной части Ферганы. К тому времени большевики смогли сформировать боеспособную армию во главе с Михаилом Фрунзе, провели мобилизацию в Туркестане, стали конфисковывать лошадей в кишлаках для нужд Красной армии, чем подрывали материальную основу повстанцев.
К апрелю 1921 года большинство крупных отрядов в Ферганской долине было разгромлено. Куршермат эмигрировал в Афганистан, передав командование Мойдунбеку. К первой половине 1924 года в Ферганской долине не осталось повстанческих отрядов, оставшиеся ушли в горы.
По официальной версии, «басмачество» как организованная сила было ликвидировано по всей Средней Азии в 1931—1932 гг., хотя отдельные бои и столкновения продолжались вплоть до 1942 года.

### Киргизы в движении «Алаш»
Партия «Алаш» пользовалось значительной поддержкой среди киргизов Семиреченской области. В феврале 1917 г. создаётся Пишпекский филиал партии, во главе которой встал Абдыкерим Сыдыков. В организацию вступили известные в Семиреченской области киргизы, как манапы Курман и Искак Лепесовы, родственники и сын одного из предводителей восстания 1916 года Канат-хана Абукина — Касым Абукин, Карыпбай Канатов, а также Иманалы Айдарбеков, Дуур Сооромбаев, Осмоналы Сыдыков, Касымбай Тельтаев, Сатаркул Джангарачев, Садык и Сыдык Мураталины, Касым Тыныстанов, Найзабек Тулин, Сейдахмат Чукин и многие другие известные и авторитетные личности.
Абдыкерим Сыдыков, Иманалы Айдарбеков и Ишеналы Арабаев вошли в число отцов-основателей советской киргизской государственности. А. Сыдыков писал труды по истории киргизов и экономике кочевого хозяйства. И. Арабаев стал автором первых киргизских азбук и учебников для школ. Дуур Сооромбаев и Курман Лепесов были меценатами, строившими для киргизских детей школы. Осмоналы Сыдыков был первым талантливым и профессиональным историком. Касым Тыныстанов — первым профессором-киргизом, писателем и литературоведом.
Партия «Алаш» в Пишпекском уезде просуществовала полтора года и была закрыта летом 1918 г. Д. Сооромбаев был расстрелян ЧК в 1921 г. И. Арабаев погиб в тюрьме в 1933 г. К. Лепесов погиб в 1927 г. по пути в ссылку в Украину. И. Курманов погиб в лагерях. К. Канатов был трижды осуждён, провёл в лагерях 30 лет и умер в 1954 г. Историк О. Сыдыков бежал в Китай. В 1938 г. расстреляны А. Сыдыков, И. Айдарбеков, К. Тыныстанов, С. Чукин, Н. Тулин, С. Мураталин и другие.

## Кыргызстан в 1922—1941 годы
К 1922 году большевики полностью восстановили контроль над большей частью бывших территорий Российский Империи и приступили к политике их реинтеграции в Советское государство. Горький опыт потери экономических связей с Украиной, Кавказом и Средней Азией во время Гражданской войны стал уроком для большевиков — данные территории были жизненно необходимы для выживания молодого Советского государства, поскольку они снабжали метрополию продовольствием и сырьём.
Национально-территориальное размежевание (создание национальных государственных образований), коренизация (подготовка управленческих кадров из представителей киргизской национальности), раскулачивание (ликвидация прежних правящих классов: беков, манапов, исламского духовенства) были проведены для построения социалистических национальных управленческих государственных структур и экономического уклада, которые отвечают целями правящей коммунистической партии.
Во время Гражданской войны большевики привлекли в качестве союзников целый ряд национальных движений левой ориентации, лидеры которых всерьёз поверили в лозунги самоопределения. В 1922 впервые ярко проявилось «великодержавие» И. В. Сталина, настаивавшего на принципе «автономизации»; в соответствии с этим планом, национальные окраины должны были включаться в РСФСР на правах автономий. Таким образом, вся советская федерация должна была называться «российской».
По национально-территориальному размежеванию советских республик Средней Азии 14 октября 1924 была образована Кара-Киргизская (с 25 мая 1925 — Киргизская) автономная область в составе РСФСР (возглавляли Каменский и Айдарбеков), 1 февраля 1926 преобразована в Киргизскую АССР (одним из первых председателей совнаркома республики стал Жусуп Абдрахманов). 5 декабря 1936 республика была выделена из состава РСФСР и получила статус союзной республики под названием Киргизской ССР.
Важной чертой советизации Средней Азии была аграрная реформа, в ходе которой кочевых киргизов и казахов принуждали к переходу к оседлому образу жизни в рамках колхозов, также проводились кампании по строительству оросительных каналов. Аграрная реформа в первую очередь была направлена на восстановление Средней Азии в качестве поставщика промышленных культур — в основном хлопка.
Единственно значимым экспортным товаром Туркестана был хлопок. Ещё до завоевания, Туркестан поставлял на российские рынки пряжу, текстиль и хлопок-сырец. К 1913 году 1/5 орошаемых земель была засеяна хлопком, Туркестан обеспечивал примерно половину потребностей России в хлопке. Экспорт хлопка резко упал после восстания 1916 года. Насилие и беспорядки последующих лет нарушили ирригацию и истощили людские ресурсы. К 1922 году посевные площади хлопчатника сократились до уровня, невиданного с 1880-х годов.
СССР стремился импортировать меньше хлопка (который составлял почти треть импорта в 1923/24 году) и экспортировать больше текстиля, тем самым обеспечить приток иностранной валюты для покупки промышленного оборудования и индустриализации страны. Увеличение посевных площадей под хлопок было дорогостоящей затеей, поскольку требовала постоянных поставок зерна из европейской части России. Начиная с лета 1927 года, районы, которые раньше могли прокормить себя, теперь периодически испытывали нехватку продовольствия. Из-за нехватки продовольствия и сокращения поставок зерна из России после 1927 года, большевики начали искать продовольствие в тех частях Средней Азии, которые были непригодны для выращивания хлопка, таких как Юго-Восточный Казахстан и Северный Кыргызстан.

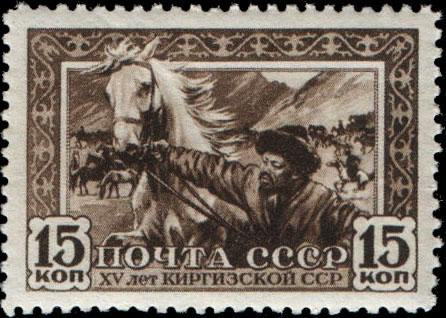
Почтовая марка СССР, 1941 год, посвящённая К 15-летию Советской Киргизии. Табунщик с лошадью

После зернового кризиса 1927-28 гг. большевики начали конфискацию зерна в зерновых и животноводческих районах для того чтобы прокормить хлопководческие районы. По мере осуществления первой пятилетки советские чиновники постоянно требовали выполнение плана даже в годы неурожая и гибели скота. Отчасти из-за этого, зерновые и животноводческие районы Казахстана испытали сильнейший голод 1932-33 годов. Ради хлопка в жертву была принесена продовольственная безопасность всего региона.
Проводилась и индустриализация: строились электростанции и цементные заводы. Инвестиции в промышленность в 1920—1930-е годы были сосредоточены главным образом на добыче полезных ископаемых и увеличении производства хлопка. Строительство предприятий по производству товаров народного потребления имело второстепенное значение. Довоенные крупные индустриальные проекты — ж/д Турксиб, строительство ирригационных сооружений для увеличения посевных площадей хлопчатника и строительство хлопкопрядильных заводов.

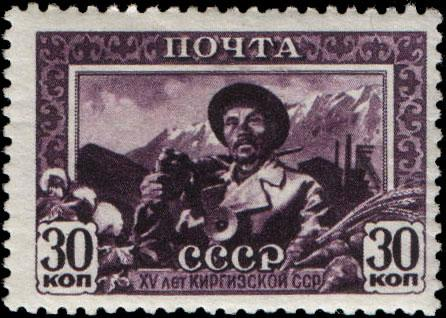
Почтовая марка СССР, 1941 год, посвящённая К 15-летию Советской Киргизии. Шахтёр

В республику организованно осуществлялось переселение рабочих кадров (только в 1930—1931 годах прибыло около 6 тыс. вербованных из центральных районов РСФСР, а также донецкие шахтёры). В результате, рабочий класс Киргизской ССР в 1939 году насчитывал 125 тыс. человек, из которых 43 % были русскими, 15 % украинцами. Доля киргизов среди рабочих республики снизилась — с 27 % в 1926 году до 18 % в 1939 году.
Коренные жители Киргизской ССР, как правило, выполняли неквалифицированные задачи, такие как рытье каналов, работали на сезонной или временной основе. Подавляющее большинство коренного населения оставалось за пределами зарождающейся индустриализации. Коренные жители чаще были вынуждены выбирать культурные или образовательные профессии (учителя, журналисты, музыканты), чем технические специальности. Результатом профессиональной специализации по этнической принадлежности стало занятие русскоязычными европейцами важных профессий в тех областях, которые были наиболее значимыми для экономических целей центрального правительства, и низведение коренных жителей до вспомогательных профессий.
В рамках реализации политики коренизации и культурного строительства, киргизский язык, как и все остальные языки тюркских народов СССР, был искусственно дистанцирован от других тюркских языков. Для этих целей, центральная власть трижды сменила письменные системы тюркских языков: с арабского на латиницу, а с латиницы на кириллицу. В итоге, для каждого тюркского языка были приняты различные варианты алфавита на основе кириллицы. До обретения национальной письменности киргизы, как и все народы Туркестана, использовали чагатайский тюрки, наддиалектный письменно-литературный язык на основе арабской графики.
Для подготовки учителей были открыты педагогические вузы (Киргизский институт просвещения, 1925). В советский период формируется наука Киргизии: в 1924 году начала работать Киргизская научная комиссия (она занималась записью местного фольклора, а после её ликвидации в 1927 году созданы Академический центр и Центральный музей. В 1920-е годы в республике были проведены первые археологические раскопки. С 1927 года начались регулярные инструментальные сейсмологические наблюдения. Новая веха в развитии науки в Киргизии приходится на 1954 год, когда была создана республиканская Академия наук. В 1938 году открылся первый ботанический сад. В 1939 году на сцене поставлена первая киргизская классическая лирико-эпическая опера «Айчурек», в 1940 году — первая балетная постановка на киргизском языке — «Анар». Для подготовки работников культуры в 1939 году были открыты музыкальное и художественное училища, а в 1940 году хореографическая студия.
На заре становления киргизской государственности — в формировании Киргизской автономной области и Киргизской АССР активную роль сыграли Жусуп Абдрахманов, Абдыкадыр Орозбеков, Абдыкерим Сыдыков, Баялы Исакеев, Ишеналы Арабаев, Касым Тыныстанов, Торекул Айтматов, Иманалы Айдарбеков. Во времена большого террора 1937-38 гг. в рамках борьбы с врагами народа, многие партийные руководители из числа местных кадров были уличены в принадлежности к «эксплуататорскому классу» и уничтожены как «пантюркисты», «панисламисты» и «вражеские шпионы».

## Кыргызстан в Великой Отечественной войне
В действующую армию было направлено 365 тыс. жителей Киргизской ССР или каждый четвёртый житель республики, которые сражались на всех фронтах, 73 были удостоены звания Героя Советского Союза, 21 награждён орденом Славы трёх степеней. В годы Великой Отечественной войны Киргизская ССР приняла более 300 тыс. новых жителей, эвакуированных из европейской части СССР.
Во время войны в республику было эвакуировано оборудование более 30 промышленных предприятий из временно оккупированных районов Украины, России и Беларуси. За годы войны было введено в строй свыше 70 промышленных предприятий.
За годы войны колхозы и совхозы республики сдали в фонд обороны 74 тыс. тонн зерна и более 8 тыс. тонн мяса. Армия получила от колхозов и совхозов более 54 тыс. отборных лошадей. Население Киргизии внесло в фонд обороны 189 млн рублей наличными деньгами, 964 млн рублей облигациями и 59 кг серебра.
Легендарная Панфиловская дивизия была сформирована из граждан Казахской ССР и Киргизской ССР. Дивизия прославилась в боях под Москвой, приостановив наступление передовых соединений немецкой группы армий «Центр» на Москву в октябре и ноябре 1941 года.

## Киргизская ССР после 1945

Семён Чуйков.
«Дочь Советской Киргизии», 1948 г.
Новая Третьяковка.

В первые послевоенные годы Киргизская ССР, как и вся страна, испытывала громадные экономические трудности. Особенно тяжёлым было положение в сельском хозяйстве. Если в 1940 году в аграрном секторе трудились 187 тысяч мужчин, то в 1946 году их осталось всего 60 тысяч. Техническая оснащённость сельского хозяйства была на уровне 1930 года. Большая часть машинно-тракторного парка колхозов и совхозов была использована для военных нужд. Ухудшилось состояние дел в животноводстве, поголовье скота сократилось. Главной причиной такого состояния, конечно, в первую очередь была война. Однако в определённой степени это явилось следствием ошибок аграрной политики государства.
С 1933 года сельское население сдавало выращенную продукцию государству по цене, которая была в 10—12 раз ниже её стоимости. Во время войны у полуголодных крестьян изымали последние запасы пшеницы и муки, скот забирали для нужд фронта. Колхозные уставы не соблюдались, укоренился административно-командный стиль управления. В большинстве колхозов не оплачивали заработанные трудодни. Из 1 700 колхозов в Киргизской ССР только лишь в 48 платили своим членам по 1 рублю за трудовой день. В результате у колхозников исчез материальный стимул работы, появилось безразличное отношение к труду, обычным явлением стало нарушение трудовой дисциплины.
Производственные мощности Киргизской ССР в годы войны увеличились за счёт эвакуированных заводов, фабрик, что позволило ему наращивать производство продукции. Открылись новые шахты в Кызыл-Кие, Сулюкте. Вступили в строй несколько новых ГЭС, железная дорога, соединяющая Кант и Рыбачье, промышленные предприятия. Начали прокладываться новые автомобильные дороги. В 1946 году в промышленности трудилось 36 тысяч рабочих. В 1950 году их число увеличилось до 66 тысяч. Однако процент рабочих-киргизов среди них ещё был очень мал. Главным образом киргизы работали на угольных шахтах. На заводы и фабрики прибывали рабочие из центральных районов страны. Подготовка рабочих кадров из местного населения практически не велась. Росло число людей, мигрирующих из России в республику.
В 1953 году умер И. Сталин — человек, с именем которого связаны массовые репрессии и депортации народов, долгие годы постоянного страха и травли людей. ХХ съезд КПСС (1956 г.) явился отправным пунктом короткой по времени и чрезвычайно противоречивой по содержанию «хрущёвской оттепели». На съезде был разоблачён культ личности Сталина, были предприняты некоторые шаги к коллективному руководству партией и страной, заложены основы последующих государственных и экономических преобразований, начата реабилитация пострадавших от репрессий.
В то время первым секретарём ЦК Компартии Киргизской ССР был Исхак Раззаков. Он был первым киргизом, занимавшим высший в республике пост после установления советской власти. Приветствуя начавшиеся в стране реформы, И. Раззаков прилагал максимум усилий для расширения самостоятельности Киргизской ССР в рамках союза. Итог этой деятельности был успешным: 225 предприятий промышленности, вузов, техникумов переведены из союзного подчинения в республиканское. Создавались новые министерства. Реабилитированы, то есть оправданы, многие видные личности, расстрелянные как «враги народа». Было разрешено вернуться на родину насильно выселенным из родных мест чеченцам, карачаевцам, балкарцам и другим вынужденным переселенцам.
Большое внимание стало уделяться развитию образования, культуры: открылись новые высшие учебные заведения, в которых готовили национальных специалистов, налаживалась подготовка национальных рабочих кадров. Повысилась роль киргизского языка. В русскоязычных школах вводится его изучение наряду с другими предметами.
Однако реформы, предпринятые Н. С. Хрущёвым и его ближайшим окружением, с самого начала были обречены: реформаторы опирались не на мировой опыт политического и экономического развития, а на постоянно укреплявшую свои позиции командно-административную систему в условиях господства коммунистической идеологии. Попытки руководства Киргизской ССР всерьёз реализовать свои права в рамках реформы наткнулись на жёсткое неприятие центральных органов власти. Всего через два года после начала хрущёвских преобразований Пленум ЦК КПСС (июнь 1959 г.) подверг критике и осуждению руководителей Киргизской ССР, Латвийской ССР, Узбекской ССР и Казахской ССР за «местничество и нарушения государственной дисциплины». Руководителей республик, проявивших слишком большую активность и инициативность, подвергли жёсткой критике. Среди них в первую очередь оказался И. Раззаков. Его обвинили в национализме и сняли с должности.
В 1963 году был создан Среднеазиатский совет народного хозяйства, на которое возложили руководство экономикой всего региона. Таким образом, вновь усилилась централизованная система управления. В октябре 1964 г. Н. С. Хрущёв был отстранён от власти. Территориальный принцип управления народным хозяйством объявляется малоэффективным, совнархозы упраздняются и в сентябре 1965 г. страна возвращается к прежнему централизованному отраслевому принципу.
С приходом к власти Л. Брежнева централизованная система управления ещё больше окрепла и утвердилась. С этого времени в Киргизской ССР воцарилась политика угодничества и заискивания перед центром (годы руководства компартией Т. Усубалиевым (1961—1985)). В 1963 году с большой торжественностью был отмечен 100-летний юбилей добровольного вхождения киргизов в состав России, хотя это никак не соответствовало историческим фактам. Было отменено изучение киргизского языка в русскоязычных школах. Значение и роль национального языка киргизов были значительно принижены. В то же время русский язык был объявлен для всех вторым родным языком.
Особенно остро встала проблема выдвижения национальных кадров на руководящие должности. Москва назначала руководителей не только республики, но также областей и крупных предприятий. Национальные кадры стали реже выдвигаться даже на должности местных руководителей — областей, районов (в том числе отдалённых).
Повседневной нормой среди партийно-государственного аппарата стала коррупция. Находившиеся у власти строили для себя специальные дома, дачи. Спецмагазины, склады обеспечивали их товарами, не доступными широкому кругу населения.
В ноябре 1985 года А. Масалиев был избран первым секретарём ЦК Компартии Киргизской ССР. В эпоху М. С. Горбачёва А. Масалиев проводил реформы, в основном оставаясь сторонником сохранения власти коммунистической партии. После жестокого наказания участников выступления в Алматы в декабре 1986, зимой-весной 1987 в Киргизской ССР прошли политические кампании по чистке под лозунгом «против национализма» на ряд профессоров были навешены ярлыки националистов, и они были наказаны. Тем не менее, творческая интеллигенция в 1987 в своих стихах и произведениях, публицистических статьях воспевала дружбу киргизского и казахского народов, на страницах периодической печати широко печатались переводы из казахоязычных газет.
На должности секретаря ЦК КП Киргизской ССР и главы республиканского КГБ назначались ставленники из центра. Противостояние между членом ЦК КП Киргизской ССР А. Султановым и председателем республиканского КГБ Рябоконем обнажило усилившееся недовольство людей, находящихся и в верхних эшелонах власти, московскими кадрами, посылаемыми в качестве надзирателей.
25 декабря 1979 года СССР ввёл ограниченный военный контингент в Афганистан для оказания интернациональной помощи. Ввод советских войск в Афганистан рассматривался политическим руководством СССР как кратковременная мера, направленная на обеспечение безопасности южных границ Советского Союза. Из Киргизской ССР в Афганской войне принимали участие 7 тыс. 141 человек. В ходе сражений свыше 300 человек погибли, 4 пропали без вести, около 1 тыс. 500 получили ранения.
В перестройку в Киргизской ССР возникли как и в целом по СССР общественные организации. В мае 1990 года в республике эти движения (Ашар, Асаба, Атуулдук демилге, Акыйкат, Ак кеме, Эне тили, Кыргыз эл и другие) объединились в Демократическое движение Киргизии. В октябре 1990 года представители Демократического движения Киргизии во время заседания Верховного совета Киргизской ССР объявили политическую голодовку с требованиями отставки руководства республики, ослабления власти Москвы, принятия декларации о суверенитете, свободы печати, избрания президента республики тайно и на альтернативной основе и так далее. Для урегулирования ситуации на пост первого президента республики был выдвинут академик Аскар Акаев.
15 декабря 1990 года была принята Декларация о государственном суверенитете республики.

## Постсоветская история

#### Первые годы независимости
На волне кризисных явлений в СССР, кульминацией которых стало поражение ГКЧП, Верховный Совет Киргизской ССР провозгласил 31 августа 1991 независимость. 18 декабря 1991 года Турция первой из иностранных государств признала независимость Киргизии. 26 декабря 1991 года с принятием декларации о прекращении существования СССР Советом Республик Верховного Совета СССР, Кыргызстан стал де-юре независимым государством.
5 мая 1993 года была принята первая конституция, которая закрепляла президентскую форму правления. В 1993 году страну потряс первый коррупционный скандал вокруг золотого месторождения Кумтор.
20 мая 1998 года грузовик канадского золотодобывающего предприятия «Кумтор Оперейтинг Компани» попал в аварию, вследствие чего 1740 килограммов цианида оказались в реке Барскоон, которая впадает в озеро Иссык-Куль. Пострадавшими тогда оказались около 2000 жителей Иссык-Кульской области, два человека умерли. Медицинскую помощь в общей сложности получили 17 тысяч пациентов.

#### Баткенские события 1999 года
В 1999 году Кыргызстане всколыхнули Баткенские события, когда боевики Исламского движения Узбекистана попытались прорваться из Таджикистана через территорию Кыргызстана в Узбекистан.

#### Американская авиабаза «Манас»
В 2001 году по инициативе Аскара Акаева после событий 11 сентября в Киргизии была размещена американская авиабаза Манас, которая использовалась в качестве основного аэромобильного центра в ходе операции «Несокрушимая свобода».

#### Аксыйские события и «Тюльпановая революция»
Первым симптомом политического кризиса стали Аксыйские события 2002 года. Затем произошла «Тюльпановая революция» 24 марта 2005, завершившая 15-летнее правление Аскара Акаева (1990—2005). Новым президентом стал Курманбек Бакиев (2005—2010).

#### Свержение Бакиева и беспорядки на юге Кыргызстана
Бакиев был свергнут во время очередного народного мятежа 7 апреля 2010 года. Отдельные западные обозреватели отмечали возможную роль России в организации переворота.
Власть перешла временному правительству во главе с лидером прошлой революции Розой Отунбаевой. Бакиев, бежав из Бишкека, укрылся в своём родовом селе на юге страны, откуда пытался организовать сопротивление временному правительству. Впоследствии он поселился в Белоруссии по приглашению президента Лукашенко. Столкновения между сторонниками новой и старой власти спровоцировали межэтнический конфликт между киргизами и узбеками на юге страны, в ходе которого погибло свыше 200 человек.
27 июня 2010 в Кыргызстане был проведён референдум, на котором были подтверждены полномочия Отунбаевой в качестве главы государства на переходный период до 2011 года, а также была принята новая конституция, утверждающая в стране парламентскую форму правления.

#### Правление Атамбаева и Жээнбекова
30 октября 2011 года президентом Кыргызстана был избран Алмазбек Атамбаев. В отличие от Бакиева, который пытался придерживаться многовекторной внешней политики, Атамбаев неоднократно представлялся пророссийским политиком, поддерживал участие Кыргызстана в интеграционных проектах, возглавляемых Россией. В 2014 году Атамбаев обеспечил вывод американской военной базы из страны. Он неоднократно высказывался в пользу необходимости более тесных экономических отношений с Россией, где работает большое количество граждан Кыргызстана. Однако президентский срок Атамбаева был ознаменован скандалами, которые широко освещались в киргизской и международной прессе. Источником скандалов зачастую служили кадровые назначения на высокие государственные должности лиц из круга личного обслуживания Атамбаева — его водителей, телохранителей и так далее.
На выборах, прошедших 15 октября 2017 года президентом был избран Сооронбай Жээнбеков.

#### Противостояние Жээнбекова и экс-президента Атамбаева
26 января 2018 года, на ТЭЦ Бишкека произошла авария, в результате чего большая часть города осталась без тепла и электричества в сильные морозы. Авария произошла вскоре после завершения модернизации ТЭЦ со стороны китайской компании TBEA. Из статьи издания The New York Times:

В то время, когда киргизские чиновники рассматривали тендерные заявки по проекту реконструкции ТЭЦ Бишкека, в Министерство энергетики и Министерство иностранных дел поступили письма из посольства Китая в Киргизии. В них настоятельно «рекомендовалась» китайская компания TBEA в качестве «единственного исполнителя» проекта стоимостью в сотни миллионов долларов. В письмах говорилось о перспективе предоставления китайского кредита после «правильного выбора» для работ на столичной ТЭЦ. Посчитав, что у них не было иного выбора, власти Киргизии выбрали TBEA — компанию с большими амбициями, но со скромным опытом в строительстве и ремонте электростанции.
Предоставленные Киргизию Экспортно-импортным банком Китая кредиты, увеличились с 9 млн долларов США в 2008 году до 1,7 млрд долларов США. По некоторым данным, стоимость инфраструктурных проектов, финансируемых Китаем, составляет 2,2 млрд долларов США — почти треть годового объёма ВВП Киргизии.

Скандал вокруг модернизации ТЭЦ и дальнейшее судебное разбирательство получили широкое освещение в СМИ и стали причиной повышенного внимания со стороны общественности и депутатов парламента к китайскому способу ведения бизнеса в Кыргызстане и коррупции на высших эшелонах власти.
Противостояние экс-президента Атамбаева и президента Сооронбая Жээнбекова перешло в активную фазу. 27 июня 2019 года, Жогорку Кенеш (парламент Кыргызстана) лишил статуса неприкосновенности экс-президента Атамбаева. В адрес бывшего президента были выдвинуты обвинения в причастности к коррупции, в том числе в деле модернизации ТЭЦ Бишкека. 8 августа 2019 года бывший президент Атамбаев был заключён под стражу в результате спецоперации по принудительному приводу. Атамбаев был помещён в СИЗО ГКНБ в рамках досудебного производства в деле по незаконному освобождению криминального авторитета Азиза Батукаева в 2013 году.

#### Пандемия 2020 года в Кыргызстане
Первые случаи заражения коронавирусом были зарегистрированы в середине марта 2020 года, вскоре после чего власти Кыргызстана объявили чрезвычайное положение в трёх крупнейших городах страны (Бишкек, Ош и Джалал-Абад), ограничили передвижение населения и приостановили деятельность большинства предприятий.
Эпидемиологическая картина в Кыргызстане ухудшилась со снятием карантина в июне 2020 года. Начался резкий рост заболеваемости COVID-19, заставший службы здравоохранения врасплох. На начальной этапе вспышки, наблюдалась аномально высокая смертность от сердечно-сосудистых заболеваний и внебольничной пневмонии. Люди были охвачены паникой из-за распространения информации о большом количестве погибших.
Тяжёлая эпидемиологическая обстановка явилась следствием неэффективной реализации мер по контролю заболевания и информированию населения со стороны правительства страны. Не были заблаговременно подготовлены отдельные помещения под инфекционные стационары. Больницы не были в достаточной мере оснащены необходимым медицинским оборудованием и средствами индивидуальной защиты. Медицинские работники не были своевременно обеспечены клиническими протоколами. В первые дни вспышки, медицинские учреждения не принимали больных с явными симптомами тяжёлого течения заболевания без положительного результата теста на наличие вируса.
Под давлением общественности, с 17 июля Минздрав Кыргызстана начал включать в статистику по COVID-19 случаи внебольничной пневмонии. 30 июля 2020 года был объявлен Днём общенационального траура по погибшим от COVID-19.
Как сообщал Республиканский штаб по борьбе с коронавирусной инфекцией на 1 января 2021 года официально было зафиксировано 1356 смертей от COVID-19. Межведомственная комиссия, созданная для проверки эффективности деятельности государственных органов во время пандемии, выявила, что реальная смертность может быть выше официальных данных в несколько раз. По подсчётам Дмитрия Кобака, специалиста по анализу данных из Тюбингенского университета (Германия), избыточная смертность в Кыргызстане в 2020 году составила 7000 человек.

#### Политический кризис 5—16 октября 2020 года
4 октября 2020 года в Кыргызстане были проведены очередные парламентские выборы. Однако сразу после оглашения предварительных итогов выборов все оппозиционные партии, не вошедшие в парламент, начали организовывать митинги по всей стране, особенно в Бишкеке, и на улицы вышли десятки тысяч людей. После ожесточённых уличных боёв с правоохранительными органами, протестующим удалось захватить Белый дом (резиденцию президента и правительства). Утром 6 октября были освобождены бывший Президент Алмазбек Атамбаев, арестованный летом 2019 года, а также оппозиционный политик Садыр Жапаров, арестованный в 2017 году. Днём 6 октября центральная избирательная комиссия признала итоги выборов недействительными.
10 октября депутаты киргизского парламента собрались на внеочередное заседание, где на пост премьер-министра одобрили кандидатуру Садыра Жапарова. 15 октября президент Жээнбеков объявил, что решил подать в отставку, так как не хочет остаться в истории президентом, пролившим кровь и стрелявшим в свой народ. 16 октября Парламент республики утвердил отставку президента. Исполняющим обязанности президента сначала стал председатель парламента Канатбек Исаев, но через несколько часов после этого он отказался от их исполнения. Исполнение обязанностей президента перешло к премьер-министру Садыру Жапарову.

#### Правление Садыра Жапарова
На внеочередных выборах, прошедших 10 января 2021 года, президентом был избран Садыр Жапаров.
11 апреля 2021 года состоялся референдум, на котором была принята новая конституция, предусматривающая значительное усиление президентских полномочий.
С 28 апреля по 1 мая 2021 года произошли вооружённые столкновения на киргизско-таджикской границе. В результате конфликта с киргизской стороны погибли 36 человек (33 гражданских лиц) и ранено 190 человека. Более 58 тысяч граждан были эвакуированы из зоны конфликта.

### Книги
- Восточная дипломатия на стыке цивилизаций : (конец XIV - 70 годы XIX вв.) : Сборник документов и материалов / отв. ред.  Хафизова К. Ш., Кыдырали Д. К. — Астана : Международная Тюркская академия : «Ғылым» баспасы, 2015. — 400 с. — (Современная тюркология). — ISBN 978-601-7793-01-2.
- Кузнецов В. С. Цинская империя на рубежах Центральной Азии (вторая половина XVIII - первая половина XIX в.) / отв. ред. Ларичев В. Е.. — Новосибирск : Наука : Институт истории, филологии и философии Сибирского Отделения Академии наук СССР, 1983. — 127 с.
- Сапаралиев Д. Б. Взаимоотношения кыргызского народа с русским и соседними народами в XVIII в / отв. ред. докт. ист. наук В. М. Плоских. — Бишкек : Институт истории Национальной академии наук Кыргызской Республики : Кыргызский государственный национальный университет : Илим, 1995. — 152 с. — ISBN 5-8355-0852-2.
- Сулейменов  Р. Б., Моисеев В. А. Из истории Казахстана XVIII века (о внешней и внутренней политике Аблая) :  [рус.]. — Алма-Ата : Наука : Институт истории, археологии и этнографии им. Ч.Ч. Валиханова Академии наук Казахской ССР, 1988. — 144 с.
- Хафизова К. Ш. Степные властители и их дипломатия в XVIII—XIX веках. — Нур-Султан: Казахстанский институт стратегических исследований при Президенте Республики Казахста, 2019. — 476 с. — ISBN 978-601-7972-15-8.
- Хафизова К. Ш., Моисеев В. А. Цинская империя и казахские ханства. Вторая половина XVIII - первая треть XIX в. Часть 2. — Алма-Ата : «Наука», 1989. — 227 с.
- Хуршудян Э. Ш. Об Алматы и проблеме вокруг нее. Часть I. — Мысль, 2010. — 47 с.

### Статьи
- Асанов Т.И. Кыргызско-казахские взаимоотношения и пограничные вопросы XVIII-XIX вв. Elbilge.
- Сапаралиев Д. Б. Новые аспекты в исследовании кыргызско-казахских взаимоотношений (вторая половина XVIII-первая половина XIX века) :  [рус.] // Тюркология. — Туркестан : Международный казахско-турецкий университет им. А. Ясави, 2003. — № 2 (4). — С. 22—29. — ISSN 1727-060X.
- Сарсенбаев Б.С., Кабульдинов З.Е., Черниенко Д.А. Роль султана Абулфеиса в казахско-кыргызских отношениях во второй половине XVIII в.: между Российской и Цинской империями :  [рус.] // Былые годы. — USA : Cherkas Global University, 2025. — № 20 (2). — С. 597—607. — ISSN 2310-0028.